# Deutsche Humboldtschule Guayaquil
Die Deutsche Humboldtschule in Guayaquil, Ecuador, ist eine Privatschule in der gemeinnützigen Trägerschaft des Schulvereins Asociación Colegio Alemán Humboldt Guayaquil. Sie ist eine der Begegnungsschulen, in denen sowohl Deutsche wie einheimische Kinder zusammen lernen können. Die Deutsche Humboldtschule zu Guayaquil wird von der Bundesrepublik Deutschland finanziell und personell gefördert und ist eine von 135 Deutschen Auslandsschulen.

## Geschichte
Die Humboldtschule, benannt nach Alexander (1769–1859) und Wilhelm von Humboldt (1767–1835), wurde 1957 von Renate Lembke als Kindergarten für deutsche Auswanderer gegründet. Anfangs betreute sie zehn Kinder in ihrer eigenen Wohnung. Später entwickelte sich daraus eine Grundschule für Kinder anderer europäischer Länder und Ecuadors. 1959 gründeten Richard Zeller und Claus Riemann offiziell die Schule. Bereits in den 60er Jahren entwickelte sich diese zu einem Gymnasium mit neuem Gelände im Stadtteil Urdesa. Der heutige Standort im Stadtteil Los Ceibos wurde in den 70er Jahren aus Platzgründen errichtet. Heute lernen etwa 1500 Schüler an der zweitgrößten Deutschen Schule Ecuadors. Ein Drittel eines jeden Jahrgangs studieren im Anschluss an das Abitur in Deutschland.

## Infrastruktur
Die Schule verfügt unter anderem über naturwissenschaftliche Labors, eine Bibliothek, einen Saal für audiovisuelle Medien, Musigebäude, eine Sport-Mehrzweckhalle, einen Fußball- und Leichtathletikplatz und ein Schwimmbad. Theater- und Musikveranstaltungen finden im Theater statt.

## Profil
Es wird in Anlehnung an baden-württembergische Lehrpläne unterrichtet, wobei auch ecuadorianische und IBO-Richtlinien berücksichtigt werden.
Der Kindergarten besteht aus drei Stufen mit jeweils fünf Klassen nach Alter getrennt. Ähnlich wie in Schweden oder Ungarn haben Erzieher ein Lehramtsstudium mit dem Schwerpunkt Kinderpädagogik (Párvulos) absolviert. Anders als in Deutschland gibt es Lehrpläne für jede Stufe und feste Stundenpläne für jede Klasse, sodass auf die erste Klasse vorbereitet wird. Deutschunterricht wird spielerisch eingeführt. Die Kinder haben auch Musik-, Schwimm- und Sportunterricht. Ein Psychologinnen-Team begleitet den Fortschritt und eventuelle Schwierigkeiten der Kinder.
Das Schüler-Lehrer-Verhältnis ist einzigartig in Guayaquil. In der Vor- und Grundschule werden max. 22 Schüler von bis zu 2 Lehrerinnen unterrichtet. Danach wird jede Klasse von einer Klassen- bzw. Fachlehrkraft unterrichtet. 
In der Sekundarstufe I und II werden mehrere Fächer auf Deutsch unterrichtet, zum Beispiel Biologie und Geschichte. Die Schule legt besonderen Wert auf die naturwissenschaftliche Ausbildung. Die Klassenräume für Physik, Chemie und Biologie sind modern und mit deutschen Klassenzimmern vergleichbar. Der Literaturunterricht hat ebenfalls eine wichtige Stellung, da einige Lehrer und Lehrerinnen in Ecuador anerkannte Schriftsteller sind. In der Sekundarstufe II besteht die Möglichkeit zum Internationalen Abitur im humanistischen Zweig, dem sogenannten International Baccalaureate, in einer speziellen gemischtsprachigen Version.

## Austauschprogramme
- Nach dem Ende der elften Klasse besteht die Möglichkeit zu einem Betriebspraktikum in Deutschland bei Partnern der Schule aus Industrie und Wirtschaft.
- Sportaustauschprogramm mit dem Landesgymnasium für Sport Leipzig[6] und der sportbetonten Oberschule Poelchau in Berlin[7] für Sportbegabte ab der fünften Klasse.
- Teilnahme am Preisträgerprogramm[8] des Pädagogischen Austauschdienstes der Kultusministerkonferenz (PAD)
- Förderung eines Sozialprogramms in Zusammenarbeit mit dem Oberstufen-Kolleg an der Universität Bielefeld, bei dem Kollegiaten und Schüler zusammenarbeiten.[9] Das Projekt hat 2006/2007 eine Auszeichnung der Vereinten Nationen bekommen.[10]
- Teilnahme am Science Camp der Georg-August-Universität Göttingen
- Praktikamöglichkeit für deutsche Lehramtsstudenten und deutsche Schüler durch mehrere Austauschprogramm-Organisationen

## Fremdsprachen
- Spanisch als Muttersprache
- Deutsch (ab erster Klasse) – KMK I und II: Deutsches Sprachdiplom der deutschen Kultusministerkonferenz
- Englisch (ab vierter Klasse)